# Colatura di alici di Cetara
La colatura di alici di Cetara è un prodotto agroalimentare tradizionale campano, prodotto nel piccolo borgo marinaro di Cetara, in Costiera amalfitana. La fonte scritta più sicura del modo di preparare la colatura di alici si trova nella Disciplinare della Regione Campania intitolata "Disciplinare di Produzione della colatura di alici di Cetara DOP".

## Descrizione
La colatura di alici è una salsa liquida trasparente dal colore ambrato che viene prodotta da un tradizionale procedimento di maturazione delle alici in una soluzione satura di acqua e sale. Le alici impiegate sono pescate nei pressi della costiera amalfitana nel periodo che va dal 25 marzo, che corrisponde alla festa dell'Annunciazione, fino al 22 luglio, giorno di santa Maria Maddalena.

## Storia
Le origini di questo prodotto gastronomico risalgono ai Romani, che producevano una salsa molto simile alla colatura odierna, chiamata garum. La ricetta venne poi in qualche modo recuperata nel Medioevo da parte dei gruppi monastici presenti in Costiera, i quali ad agosto erano soliti conservare sotto sale le alici in botti di legno con le doghe scollate e poste in mezzo a due travi, dette mbuosti; sotto l'azione del sale, le alici perdevano liquidi che fuoriuscivano tra le fessure delle botti. Il procedimento si diffuse successivamente tra la popolazione della costa, che la perfezionò con l'utilizzo di cappucci di lana per filtrare la salamoia.
Le fonti scritte risalgono al 1807 ad opera di P. Niccola "Columella" Onorati, un francescano lucano, che scrisse una memoria dal titolo "Memorie Su l'Economia Campestre e Domestica Che Possono Servire Di Supplemento all' Opera Delle Cose Rustiche, Parte I, II.", dove il capitolo quinto è intitolato "Della Pescagione e del modo di salare le alici ecc. che si pratica da' Cetaresi, popoli del Regno di Napoli: ove si espongono altre notizie che possono formare la Statistica del Paese medesimo".
Nella memoria il francescano descrive nei particolari come facevano la colatura di alici di Cetara al suo tempo, uno scritto dal quale vengono tratti insegnamenti ancor oggi.
Alla fine del mese di settembre 1807, P. Niccola Columella Onorati sostò a Cetara, casale della Città di Cava, sito nel golfo di Salerno, di circa 2 800 abitanti, per studiare la salagione delle alici e la pesca in generale, praticata anche nelle località vicine. Apprese che gli strumenti, usati da circa mille pescatori cetaresi erano le sciabiche grosse e piccole, le rezzolle, le menaidi e i palanghisi (tipo di reti), le tartanelle e i tartanoni grosse e piccole. Riportò i nomi volgari e la terminologia linneana dei pesci che si pescavano nel golfo di Salerno.

Descrisse la salagione delle alici usata dai cetaresi sia per quelle pescate nei mesi freddi, dette vernotiche e sia per le majatiche, pescate nel periodo marzo-agosto. Per tale tecnica che si praticò anche per le sardine, erano usati dei barilotti, detti volgarmente cognette, ove le alici, private della testa e «del fiele e quanto altro vien fuora», ben sciacquate con l'acqua di mare, si disponevano a strati con abbondante sale marino. «Per rotoli 90 in 94 di alici fresche entro un barile di rotoli 64 con tutta la stipa; vi bisognano rotoli 20, e oncie 33, di sale». Riempiti i barili, si poggiavano sui loro coperchi pesi per alcune decine di ore e si aveva cura di levare il liquido scaturito detto zucco o colatura. Dopo il primo giorno, la colatura si poteva usare quale condimento, unendo a piacere origano, fette di limone e olio.

## Preparazione
Alle alici, appena pescate, vengono rimosse la testa e le interiora, vengono quindi tenute per 24 ore in contenitori con abbondante sale marino. Sono quindi trasferite in piccole botti di castagno o rovere (dette terzigni), alternate a strati di sale, e ricoperte da un disco di legno sul quale sono posti dei pesi, via via minori col passare del tempo. A seguito della pressione e della maturazione del pesce, affiora del liquido in superficie che, nel caso di preparazione di alici sotto sale, viene rimosso. Questo liquido fornisce la base per la preparazione della colatura di alici. Viene infatti conservato in grossi recipienti di vetro ed esposto alla luce diretta del sole che, per evaporazione dell'acqua ne aumenta la concentrazione. Dopo circa quattro o cinque mesi, tipicamente quindi tra la fine di ottobre e l'inizio di novembre, tutto il liquido raccolto viene nuovamente versato nelle botti con le alici, e fatto lentamente colare attraverso un foro, tra gli strati di pesce, in modo da raccoglierne ulteriormente il sapore. Viene infine filtrato attraverso teli di lino, ed è quindi pronto per gli inizi di dicembre.
Viene usata tipicamente per condire gli spaghetti e le linguine che debbono essere cotti senza sale, essendo la colatura di alici molto salata.
A Cetara questo piatto è tipico della vigilia di Natale. 

## Uso culinario
La colatura d'alici viene soprattutto utilizzata come condimento di spaghetti, ma anche per insaporire piatti a base di pesce o verdure, come ad esempio la cipolla per la pizza di scarola
; inoltre con verdure saltate in padella con olio, aglio e peperoncino, quali bietole, spinaci, ecc. Da alcuni è apprezzata anche come condimento per pomodori, olive, persino per panini farciti e uova cotte in vari modi.